# Соломуха Антон Павлович
Антон Павлович Соломуха (фр. Anton (Anatole) Solomoukha, 2 листопада 1945, Київ, УРСР — 21 жовтня, 2015, Париж, Франція) — французький художник,  медіа-художник і фотограф українського походження, іноземний член Національної академії мистецтв України. З 1980 працював у фаху наративно-фігуративного живопису. З 2000 року займався фото-проектами. Відомий відкриттям нового жанру в сучасній фотографії — «фото-живопис», у своїх багатофігурних мізансценах об'єднує фотографічне зображення із живописними пошуками, наближеними до 
 Нової хвилі .

## Біографія
Народився в сім'ї радянської партійної інтелігенції. Його батько, Павло Давидович Соломуха, учасник Великої Вітчизняної війни, у 1943 р. стає інспектором педагогічних кадрів України в секретаріаті М. С. Хрущова. Його мати, Галина Фон Крігін, була педагогом.
Після закінчення середньої школи і обов'язкової служби в армії вступає до Київського художнього інституту на факультет Реставрації ікони, де близько знайомиться з філософією релігії. Прийнятий до майстерні академіка Тетяни Яблонської. Дипломований як художник-монументаліст у 1973 році.
Його світогляд формується під впливом таких метрів, як театральний декоратор Міша Френкель, кінорежисер Сергій Параджанов, письменник Віктор П. Некрасов та ін. У 1971 році народжується донька Христина. З 1975 по 1978 роки його творчість і незгоди з політ. цензурою привертають увагу влади. Неодноразово викликається до КДБ. У 1978 році іммігрував до Франції, де жив у Парижі. 

## Творчість

### Живопис

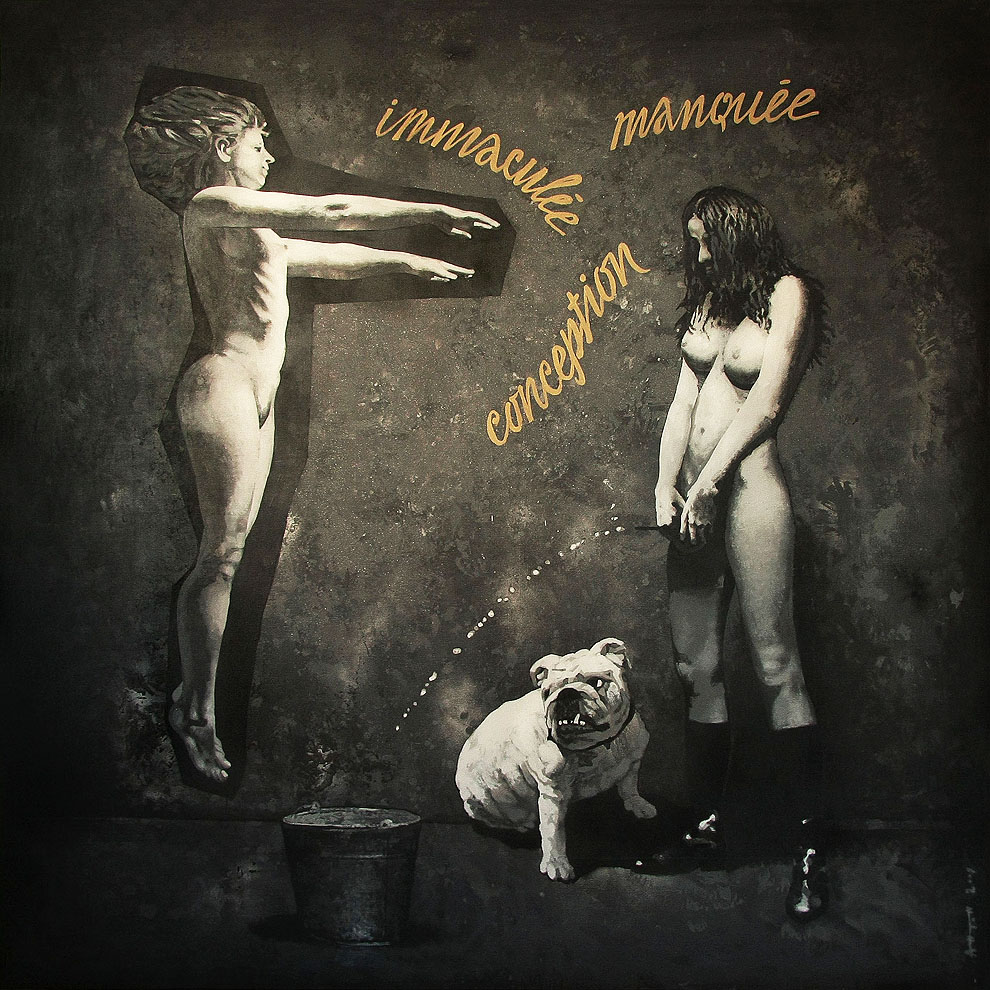
Les mythes et les limites. Невдале непорочне зачаття. 179x179 см

1978—1980 рр. стали періодом експериментування у різних техніках, системах і естетичних формулах. Переламним моментом у творчості стала дев'ятимісячна поїздка до США, де Соломуха виставляється в Нью-Йорку, Бостоні, Клівленді, Вашингтоні, Філадельфії.
У 1981, 1982, 1983 рр. як сценограф бере участь у Фестивалі камерної музики (Lockenhaus kammermusikfest), запрошений скрипалем Гідоном Кремером.
Вплив класичної музики, знайомства з великими музикантами простежуються в живописі цього періоду.
У 1985 році проект «Les Grands Mythes» привертає увагу Томаса Крінгс-Ернста, в кельнській галереї якого до 1989 року відбуваються регулярні персональні виставки.
У 1988 дві картини Антона Соломухи купує Музей Людвіга.
До 2001 року важливими проектами в живописі були серії «Боксери», «Intime corruption», «Mechanical Toys», «Les mythes et les limites», «Jazz». Ці серії характеризовані пошуками формальних виразних засобів, що дають змогу протиставити різні структури мислення, та пильною увагою до парадоксального. Його іделогічна, естетична та етична позиції формувалися під впливом французьких критиків Бернара Ламарш-Вадель і Мішель Анрісі.
Серія картин «Алегорія» 1999—2002 рр. набагато більше фігуративна і мальовнича. Цитування творів епохи бароко, пошук героїв і антигероїв, заснований на серйозних композиційних структурах, зазнає постійних змін, часто під впливом фотозображення.

### Фотографія

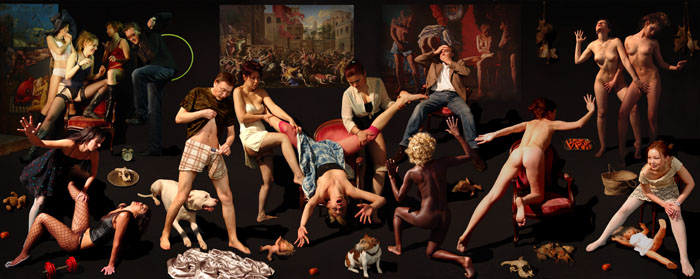
Червоний Капелюшок відвідала Лувр. 72x180 см. 2008 p. Ніколя Пуссен. Викрадення сабінянок

У пошуках нових виразних засобів, нової образотворчої мови Соломуха-живописець дедалі частіше й частіше звертається до фотографії. У 1990 році близько знайомитися з Робером Дуано. У 1995 протягом довгого часу займається малюнком з Анрі Карт'є-Брессоном. Обидва знайомста сильно впливають на рішення присвятити себе фотографії.
З 2002 року фотографія стає основною сферою його творчості.
Для перших серій «La fille au bilboque», «Les sexes des anges», «I fuck your TV» характерні вибір замкнутого простору, темні фони, присутність дзеркала як «персонажа», для побудови то іронічного, то поетичного сюжету, що бере своє коріння в історичних мітах, біблійних сюжетах.
Ідеєю фікс цих проектів стає відмова від соціального, тимчасового, «репортажу». Зв'язок з живописом виявляється дедалі більше і стає основною темою в серії монументальних фотокомпозицій «Червоний Капелюшок відвідала Лувр».
Великі квадратні й «панорамічні» композиції тільки технічно є Фотографії, але вирішуються, будуються як живописні твори, як Картини. Це закладає фундамент для нового жанру в сучасному образотворчому мистецтві — «Фото-живопису».

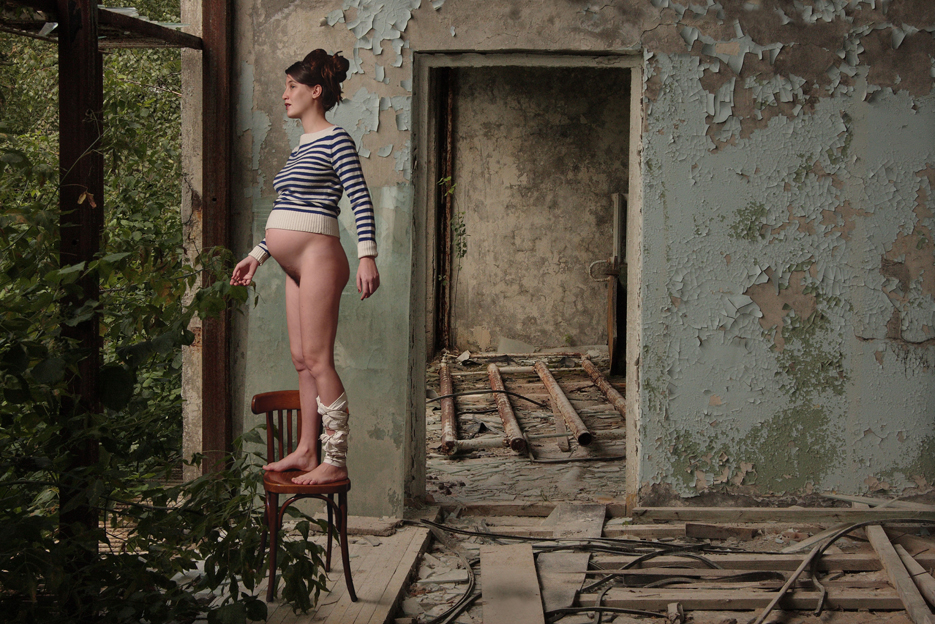
Мона Ліза ді Антоніо Марія Герардіні дель Джокондо

Фото-картини цієї серії являють собою закритий сценічний простір із темним фоном, заповнений акторами-персонажами, які ніби щойно прийшли з сучасних паризьких вулиць, змішані з оголеними жіночими моделями, тваринами, елементами натюрморту та нескінченною кількістю дрібних деталей, що вкривають підлоги і стіни сценічного простору. Система мізансцени ментального театру дає змогу художнику відірватися від звичайного фотографічного зображення, створити парадоксальний метафізичний простір, у якому кожен з персонажів, як в оперному дійстві, виконує свою роль, залишаючись при цьому самостійним елементом, пов'язаним з іншими тільки волею мистця.
Цитування класиків живопису Антон Соломуха продовжує в 2009 в серії «Червоний Капелюшок відвідала Чорнобиль». Метод іронічної алегорії дає змогу тут побудувати ремінісценції картин Лувру в морбідних декораціях Чорнобильської катастрофи.

## Музеї
- Musée des Beaux-Arts de Mons (Belgique) [Архівовано 28 березня 2013 у Wayback Machine.] (фр.)
- Peintures Françaises du Musée Ludwig (Allemagne) [Архівовано 12 березня 2022 у Wayback Machine.] (фр.)
- Leopold Hoesch Museum (Allemagne) [Архівовано 7 червня 2013 у Wayback Machine.] (фр.)
- Musée d'Art moderne (Sarajevo, Bosnie)
- Musée Cosmo Hôtel (Hong-Kong, China)
- New-York Academy of Art (NYC, USA) [Архівовано 20 червня 1997 у Wayback Machine.] (англ.)
- Fondation Dosne -Thiers (France)
- Rally Museum (Israël)
- Musée Norton Dodge (Maryland USA)
- NCCA National Center for Contemporary Arts, (Moscow, Russia) [Архівовано 28 грудня 2019 у Wayback Machine.]
- UIMA Ukrainian Institute of Modern Art (Chicago, USA) [Архівовано 7 березня 2022 у Wayback Machine.] (англ.)
- Musée d' Art Modern d'Ukraine (Kyiv, Ukraine)